# Фибула
Фибулата е метален предмет, вид катарама, за закопчаване и украса на облеклото, употребяван повсеместно от бронзовата епоха до ранното средновековие. Състои се от игла, дъга и иглодържател – по устройство и функции прилича на съвременната безопасна игла. Придържа дрехата или две дрехи една към друга. Среща се в много разновидности. Видовете фибули имат важно значение за датиране на археологическите паметници. Често се намират при погребения като част от облеклото и украсата на покойника. Най-честият метал е бронз, както и желязо, срещат се и комбинации с различни покрития от злато и сребро и комбинации от двете, но има и изделия изцяло от сребро, сребро с позлата, злато с украса и инкрустирани камъни.
Вероятно фибулата е предшественик на брошките, свързана е с нагръдните накити, медали и значки в нашето съвремие.